# Bäckebo
Bäckebo – miejscowość (tätort) w Szwecji, w regionie administracyjnym (län) Kalmar, w gminie Nybro.
Według danych Szwedzkiego Urzędu Statystycznego liczba ludności wyniosła: 223 (31 grudnia 2015), 226 (31 grudnia 2018) i 220 (31 grudnia 2019).